# Makary (Tillyridis)
Makary, imię świeckie Andreas Tillyridis (ur. 18 kwietnia 1945 w Limassolu) – cypryjski duchowny prawosławny posługujący w Kenii, od 2015 metropolita Nairobi.

## Życiorys
Święcenia prezbiteratu przyjął w 1992 r. 25 lipca 1992 otrzymał chirotonię biskupią. Od 2001 r. jest metropolitą Kenii (w 2015 r. jego tytuł uległ zmianie na „metropolita Nairobi”).
W czerwcu 2016 r. uczestniczył w Soborze Wszechprawosławnym na Krecie.